# نادي السلام (عمان)
نادي السلام الرياضي هو نادي رياضي عماني مقره شناص، عمان. يعتبر من أول الأندية التي تم إشهار دمجها باندماج ناديي شناص ولوى عام 2002 م. يشرف النادي على أكثر من 35 فريق محلي ويلعب النادي ضمن أندية الدرجة الأولى.